# 핫봇
핫봇(HotBot)은 핫봇 리미티드(HotBot Limited)가 소유한 캐나다의 웹 검색 엔진으로, 주요 대표는 크리스틴 리처드슨이다. 이 검색 엔진은 1996년 와이어드 매거진을 통해 북아메리카에서 처음 출시되었다. 1990년대에는 월드 와이드 웹에서 가장 인기 있는 검색 엔진 중 하나였다. 2016년에 도메인이 매각되었고, 이후 수년간 다른 용도로 사용되었다. 핫봇 검색 엔진은 2022년 새로운 소유주와 다른 기술을 사용하여 재출시되었다.

## 역사
핫봇은 1996년 5월 와이어드의 온라인 사업부 핫와이어드(HotWired)에서 잉크토미(Inktomi) 데이터베이스를 기반으로 검색 결과를 제공하는 도구로 출시되었다. 이 검색 엔진은 캘리포니아 대학교 버클리 학생들이 설립한 4개월 된 스타트업 잉크토미와 공동 개발되었다. 핫봇은 "새로운 링크"라는 마케팅 전략을 사용하여 출시되었으며, 알타비스타와 같은 경쟁사보다 더 자주 전체 웹을 매주 색인한다고 주장했다. 또한 웹사이트에서는 5,400만 개의 문서를 보유한 "온라인에서 가장 완벽한 웹 색인"이라고 홍보했다. 화려한 인터페이스와 인상적인 기능(예: 입력한 단어 또는 전체 구문으로 검색 가능)은 호평과 인기를 얻었다.
디렉토리 검색 결과는 처음에는 룩스마트(LookSmart)에서 제공되었고, 1999년 중반부터는 DMOZ에서 제공되었다. 핫봇은 1999년 2월부터 다이렉트 히트 테크놀로지스(Direct Hit Technologies)의 검색 데이터도 사용했는데, 다이렉트 히트 테크놀로지스는 클릭률 데이터를 사용하여 결과를 조작하는 도구였다. 매주 1천만 개의 웹페이지를 크롤링할 수 있는 잉크토미의 스마트 크롤(Smart Crawl) 기술은 1997년 3월 핫봇에 통합되었다. 핫봇은 1998년 기준 웹 트래픽 기준으로 19번째로 많이 방문한 웹사이트였다.
라이코스(Lycos)는 1998년 10월 와이어드(Wired) 인수의 일환으로 핫봇을 인수했으며, 라이코스의 기존 검색 엔진과 함께 별도로 운영되었다. 이후 핫봇은 개발이 부진하고 시장 점유율이 하락하는 어려움을 겪었다. 핫봇과 다른 와이어드 및 라이코스 링크를 통합한 핫봇 네오플래닛(HotBot NeoPlanet) 브라우저도 출시되었다. 2002년 말, 핫봇은 다중 검색 도구로 재출시되어 사용자에게 FAST, 구글, 잉크토미(Inktomi), 테오마(Teoma) 데이터베이스 중 원하는 검색 옵션을 제공했다.
2004년 3월, 라이코스는 무료 툴바 검색 제품인 라이코스 핫봇 데스크톱(Lycos HotBot Desktop)의 베타 버전을 출시했다. 라이코스 측은 이 제품이 "기존 데스크톱 검색과 브라우저 내 웹 검색을 통합한 최초의 제품"이라고 설명했다. 핫봇 데스크톱은 잉크토미, 마이크로소프트 아웃룩(Microsoft Outlook) 또는 아웃룩 익스프레스(Outlook Express)의 이메일 폴더, 그리고 하드 드라이브에 저장된 사용자 문서를 사용하여 인터넷을 검색할 수 있었다. 또한 팝업 광고 차단 기능과 RSS 뉴스 리더 신디케이션 기능도 탑재했다. 이메일과 사용자 파일을 추적하기 위해 생성된 인덱스는 사용자 개인 정보 보호를 위해 로컬에 저장되었다. 여러 유형의 인터넷 검색 결과를 볼 때 텍스트 기반 광고가 표시되었다. 라이코스는 로컬 검색 기능을 강화하기 위해 dtSearch 기술에 대한 라이선스를 취득했다.
2011년 7월, 핫봇은 새로운 로봇 마스코트, 새로운 로고, 그리고 현대적인 사이트 디자인으로 재출시되었다. 베타 버전에서 핫봇은 웹 검색 결과뿐만 아니라 뉴스, 쇼핑, 웨더 좀비(Weather Zombie) 등 다양한 라이코스 웹사이트의 검색 결과도 제공하는 포털 사이트로 거듭났다. 포털 인터페이스는 약 6개월 동안 유지되었으며, 이러한 기능들은 2012년 라이코스 웹사이트 개편에 다시 통합되어 핫봇의 검색 인터페이스가 간소화되었다.

## 도메인 이름 판매
2016년 10월, 라이코스는 Hotbot.com 도메인 네임을 익명의 구매자에게 15만 5천 달러에 판매했다. 이후 핫봇 도메인은 관련 없는 쇼핑 검색 사이트의 본거지가 되었고, 20년간 운영되어 온 핫봇 도메인의 역사는 끝났다.
2018년 4월, 해당 도메인은 새로운 소유주에게 넘어갔고, 관련 없는 개인정보 보호 중심 검색 엔진이 되었다.
2020년 현재, 핫봇 도메인은 세이셸에 본사를 둔 VPN 회사가 관리하고 있다.
2023년, 앞서 언급한 VPN 회사는 1996년 핫봇 도메인의 원래 용도에서 영감을 받았지만 공식적으로는 관련이 없는 AI 기반 웹 검색 기능을 제공하기 시작했다.